# Galliner (Fortuny)
Galliner est une peinture réalisée par Marià Fortuny i Marsal autour de 1864, et maintenant conservée dans la Biblioteca Museu Víctor Balaguer, avec numéro d'enregistrement 1662 depuis qu'il a rejoint en 1956, de la collection privée de Louis Plandiura Pou.

## Description
La peinture a une volaille avec 6 poules blanches mangeant du grain sur le sol. À l'arrière d'un camion et un bol en bois. Cette boîte peut très bien être une étude pour les poulets reproduite dans l'huile Ferrador Moroccan conserveée dans la collection Gustau Bauser.

## Inscription
- On peut lire Fortuny à l'extérieur en bas à droite Mariano Fortuny/12/1838-1874 i et Simó Gómez/ 1848-1880